# 布里杜尼
49°24′39″N 34°17′3″E / 49.41083°N 34.28417°E
布里杜尼（烏克蘭語：Бридуни），是烏克蘭中部的村莊，隸屬波爾塔瓦州的波爾塔瓦區。該村處於波盧濟爾亞河畔，距離德米特倫基和蘇季夫卡0.5公里，面積0.997平方公里，海拔高度81米。